# Crashdïet
Crashdïet är en svensk sleazerockgrupp från Stockholm som bildades år 2000 av David Roberto Hellman, mer känd som Dave Lepard. Bandet har influerats av Kiss, Guns N' Roses, Skid Row, Mötley Crüe, Hanoi Rocks och framförallt GG Allin.

## Historia

### Bildandet och de tidiga åren
Dave Lepard hade skrivit låtar redan innan han bildade Crashdïet år 2000. Utöver Lepard bestod bandet av Mary Goore på gitarr, trummisen Tom Bones och basisten Mace Kelly, alla från death metal-bandet Repugnant. Bandet kallades då Crash dïet. År 2002 ändrades uppsättningen till Dave Lepard (sång/gitarr), Martin Sweet (gitarr), Peter London (bas) och Eric Young (trummor) och bandnamnet ändrades till Crashdïet istället för Crash dïet. 
Något senare, 2003, släppte de sin första demo under namnet Crashdïet (Dave Lepard ville kalla den Beyond the Valley of the Dolls). År 2004 släppte de EP:n Riot in Everyone/Out of Line som 7" vinyl på Rabid Redneck Records, vilka även 2007 släppte en DVD med bandet.
Enligt dem själva ska bandet ha upptäckts utanför ett systembolag på Södermalm när de delade ut sin demo.
År 2005 släppte Crashdïet singlarna "Breakin' the Chainz", "Knokk 'Em Down" och "Riot in Everyone" och de släppte också sitt debutalbum, Rest In Sleaze. Deras låt "Riot in Everyone" blev väl mottagen av lyssnarna, vilket resulterade i att den spelades på radio samt att videon spelades på ZTV där den även låg på första plats ett tag som "mest önskade video". 
Crashdïet medverkade också i en reklamfilm för telebolaget 3 med låten "Breakin’ the Chainz", och bandet fick ett uppsving i karriären.

### Dave Lepards död
Den 20 januari 2006 hittades sångaren Dave Lepard död i sin lägenhet i Gottsunda i Uppsala efter att ha begått självmord. Bandet meddelade då på sin webbplats att de inte skulle fortsätta spela längre. Ungefär sex månader senare gick de ut med att de ändå skulle fortsätta spela tillsammans och sökte efter en ny sångare.

### Crashdïet under senare år
Till slut hittade bandet en ny sångare, Olli Herman Kosunen från Finland, som även sjöng i rockbandet Reckless Love. Bandet tog upp spelandet igen och spelade in en ny skiva, The Unattractive Revolution, som släpptes i Skandinavien den 3 oktober 2007. Innan dess, den 31 augusti, släpptes "In the Raw", den första singeln från plattan. Under året släppte de också DVD:n Rest in Sleaze Tour 2005 på Rabid Redneck Records, som hyllning till David Lepard. Det trycktes 1 000 exemplar av den och den innehåller två DVD-skivor samt en affisch signerad av medlemmarna.
Hösten 2007 inledde Crashdïet en världsturné som började i Stockholm den 18 oktober. Under slutet av november och under hela december samma år turnerade bandet tillsammans med Hardcore Superstar i Europa. Turnén avbröts senare för att sångarna i banden blev sjuka och var tvungna att åka hem. Banden lovade en senare turné åt dem som inte fått se showen under Europaturnén. Den 13 juli 2008 gjorde bandet ett officiellt uttalande på sin hemsida, att de skulle gå skilda vägar med Olli Herman Kosunen som inte kunde engagera sig fullt ut i Crashdïet. 
Bandet gjorde klart att de inte tänkte sluta spela och att en ny sångare skulle hittas. Medlemmarna sade sig vilja ta sig tid att hitta rätt sångare som passade bandet både personlighets- och musikmässigt. Den nya sångaren blev Simon Cruz, tidigare i Stockholmsbandet Jailbait, vilket offentliggjordes den 4 juli 2009.
Crashdïet spelade in sitt tredje album, Generation Wild, med Simon Cruz som sin nya sångare, under hösten 2009. Den 14 april 2010 släpptes albumet och det fick goda omnämnanden i den svenska pressen, bland annat betyg 4 av 5 både av Fredrik Strage i Dagens Nyheter och av Martin Carlsson i Expressen. Bandet var mycket framgångsrika med sin Generation Wild-turné, då de spelade i flera europeiska länder. Den 7 september öppnade Crashdïet för Ozzy Osbourne i Stockholm och i oktober spelade de inför upp till femtiotusen personer på SWU-festivalen i Brasilien.
År 2013 släppte bandet sitt fjärde album, The Savage Playground.
Den 26 februari 2015 meddelade övriga bandmedlemmar att Simon Cruz har lämnat Crashdïet.

## Medlemmar
Nuvarande medlemmar
- Martin Sweet (Martin Hosselton) – gitarr, bakgrundssång (2002–2006, 2007– )
- Peter London (Peter Lundén) – basgitarr, bakgrundssång  (2002–2006, 2007– )
- Michael Sweet (Michael Hosselton) trummor (2024-)
- John Elliot - sång (2024-)

Tidigare medlemmar
- Mace Kelly (Gustaf Lindström) – basgitarr (2000–2002)
- Tom Bones (Thomas Daun) – trummor (2000–2002)
- Eric Young (Eric Gjerdrum) – trummor, bakgrundssång (2002–2006, 2007–2024 )
- Mary Goore (Tobias Forge) – gitarr (2000–2002)
- Dave Lepard (David Roberto Hellman) – sång, rytmgitarr (2000–2006, död 2006)
- H. Olliver Twisted (Olli Herman Kosunen) – sång (2007-2008)
- Simon Cruz (Simon Söderström) – sång, rytmgitarr (2009–2015)
- Gabriel Keyes - sång (2017- 2024)

Turnerande medlemmar
- Michael Sweet (Michael Hosselton) – trummor (2011)

## Diskografi
Demo
- Demo 1 (2000)
- Demo 2 (2001)
- Demo 3 (2002)

Studioalbum
- Rest in Sleaze (2005)
- The Unattractive Revolution (2007)
- Generation Wild (2010)
- The Savage Playground (2013)
- Rust (2019)
- Automaton (2022)

EP
- Crashdïet (2003) (självutgiven)
- Rest in Sleaze: The Rough Mixes (2016)

Singlar
- "Riot in Everyone" / "Out of Line" (2004)
- "Knokk ’Em Down" (2005)
- "Breakin’ the Chainz" (2005)
- "It’s a Miracle (2005)
- Riot in Everyone (2005)
- "In the Raw" (2007)
- "Falling Rain" (2008)
- "Generation Wild" (2010) (promo)
- "Chemical" (2010) (promo)
- "Cocaine Cowboys" (2012)
- "California" (2013)

Samlingsalbum
- The Demo Sessions (2013)
- Illegal Rarities Volume 1 (2014)

Video
- Rest In Sleaze Tour (2005)
- The Unattractive Revolution Tour 07-0
- Shattered Glass and Broken Bones – Three Years of Generation Wild (2012)